# Roger Hug
Roger Hug (* 25. August 1913 in Audincourt; † 22. Juni 1996 in Grand-Charmont) war ein französischer Fußballspieler und -trainer, der seine gesamte Laufbahn beim FC Sochaux verbrachte.

## Spielerkarriere
Der 176 Zentimeter große Mittelfeldspieler Hug war 17 Jahre alt, als er 1930 in die erste Mannschaft des zwei Jahre zuvor gegründeten FC Sochaux aufrückte. Mit dem Verein erreichte er die Qualifikation für die Division 1, die 1932 als neugeschaffene höchste nationale Spielklasse den Profifußball in Frankreich begründete. In den ersten Jahren als Profi hatte er zumeist die Rolle eines Ersatzspielers inne, kam aber zu einer Zeit, in der Ein- und Auswechslungen noch nicht möglich waren, auf gelegentliche Einsätze. Fünf Mal wurde er im Verlauf der Spielzeit 1934/35 aufgeboten und zählte damit zu einer Mannschaft, die sich die französische Meisterschaft 1935 sicherte. 
Im Jahr 1936 avancierte der zumeist im defensiven Mittelfeld eingesetzte Spieler zur Stammkraft im Team und hatte als solche Anteil am Einzug ins nationale Pokalfinale 1937. Hug stand auf dem Platz, als Sochaux mit 2:1 gegen Racing Straßburg gewann und somit die Trophäe holte. Die Erfolgsserie hielt für den Klub an, sodass der Spieler zum zweiten Mal französischer Meister wurde, wobei er an diesem Titel als Stammspieler beteiligt war. Aufgrund des Zweiten Weltkriegs wurde 1939 der offizielle Spielbetrieb eingestellt; Hug, der den Spitznamen le sage (der Weise) trug, nahm in der Saison 1939/40 mit Sochaux an der inoffiziellen Austragung der Meisterschaft teil und unterbrach anschließend seine Laufbahn.
1945 kehrte er zu seinem weiterhin in der ersten Liga vertretenen Verein aus Sochaux zurück und nahm an der Wiederaufnahme des regulären Spielbetriebs nach dem Krieg teil. Zwar kam er noch auf regelmäßige Einsätze, war jedoch nicht mehr derart unumstritten wie zuvor; daran änderte sich nichts, nachdem der Klub 1946 den Gang in die Zweitklassigkeit antreten musste. 1947 gelang der direkte Wiederaufstieg, der allerdings damit verbunden war, dass Hug fast völlig aus dem Team verdrängt wurde und nicht mehr über zwei Spiele in der Saison 1947/48 hinauskam. Angesichts dessen beendete er mit 34 Jahren nach 144 offiziellen Erstligapartien mit sechs Toren, 16 Zweitligapartien mit einem Tor sowie einigen weiteren inoffiziellen Erstligapartien seine Laufbahn.

## Trainerkarriere
Im März 1962 kehrte Hug im Alter von 48 Jahren zum FC Sochaux zurück, um dort als Trainer zu arbeiten. Zwar konnte er am Saisonende 1961/62 den Abstieg in die zweite Liga nicht verhindern, doch durfte er seinen Trainerposten darüber hinaus behalten. 1964 führte er die Elf zurück in die oberste Spielklasse und blieb weiter im Amt, bis er im November 1966 nach rund viereinhalb Jahren entlassen wurde. Hug, der als Spieler und Trainer mehr als 20 Jahre in Sochaux verbracht hatte, übernahm danach keinen weiteren Trainerposten im Profifußball.